# الدوري النرويجي الممتاز 1937–38
الدوري النرويجي الممتاز 1937–38 (بالنرويجية: Norgesserien 1937–38)‏ هو موسم من الدوري النرويجي الممتاز. كان عدد الأندية المشاركة فيه 75، وفاز فيه نادي فريدريكستاد.